# M-46型130毫米牵引加农炮
M-46型130毫米牵引加农炮是苏联于二战后研制的一型牵引式火炮。长期是陆军野战部队编制内射程最远的火炮，担负反炮兵作战任务。

## 设计历史
1946年4月开始设计新一代火炮，以取代二战时期广泛使用的过时的1931/37式122mm加农炮、M1937(ML-20)152毫米榴弹炮等大中口径火炮。为此同时开始了两个系列的研制：
- 彼尔姆的莫托维利哈172厂（英语：Motovilikha Plants）(MOTZ)设计局，研发了M-46 (130 mm)与M-47型152毫米加农炮（俄语：152-мм пушка M-47 обр. 1953 г.）(射程仅为20,470 m)，二者使用相同的炮架。正式型号分别为52-P-482与52-P-547。1950年完成设计。1951年量产。
- 佩德罗夫第九工厂设计局，研发了D-74式122毫米加农炮与152 mm加农炮。

直至1970年代新型152毫米加农炮入役，M-46是苏军主要的远程火炮。
M-46采用多孔式制退器（单气室多圆侧孔冲击式、胡椒面瓶式），变后坐制退机位于身管上部。炮架由槽型摇架、铸钢上架、铸钢下架、钢质焊接箱形开脚式大架和防盾组成。右大架上装有炮身推拉器使用炮弹发射时的充气的压缩空气把炮管推到发射就位，从行军状态转入发射状态需要4分钟。左右大架外侧各有一个千斤顶，用于把大架装在两轮前车上或从前车上卸下。大架末端有驻锄。行军时解脱反后坐装置，将炮身与驻退机后拉以缩短火炮行军长度，主轮后有千斤顶用于行军时锁定炮身。瞄准部分包括方向机、单齿弧外啮合式高低机、气压式平衡机、瞄准装置（间瞄用的周视潜望瞄准镜、反坦克直射瞄准镜、高低机瞄准具、带水准气泡的距离分划筒、照明具，APN-3夜视直射瞄准镜），可单人操作（这在战斗伤亡减员情况下有意义）。由于膛压太高，身管寿命有限。药筒与炮弹分装，有全变装药和减变装药两种。全变装药可以装定“全装药”和“一号装药”；减变装药可以装定“二号装药”、“三号装药”、“四号装药”三种装药号数。弹种有：
- 杀伤爆破榴弹：3OF33，全装药3VOF43，射程 27,490 m；
- 杀爆燃榴弹（射程30公里）
- 远程杀爆榴弹（32公里）
- 底排增程弹：ERFB-BB，38km
- 反坦克子母弹
- 箭式榴霰弹
- 烟雾弹
- 照明弹
- 曳光被帽穿甲弹：BR-482与BR-482B，射程 1,140 m
- 火箭增程弹（1973年开始使用）
- 制导炮弹：Firn-1，射程24,000 m

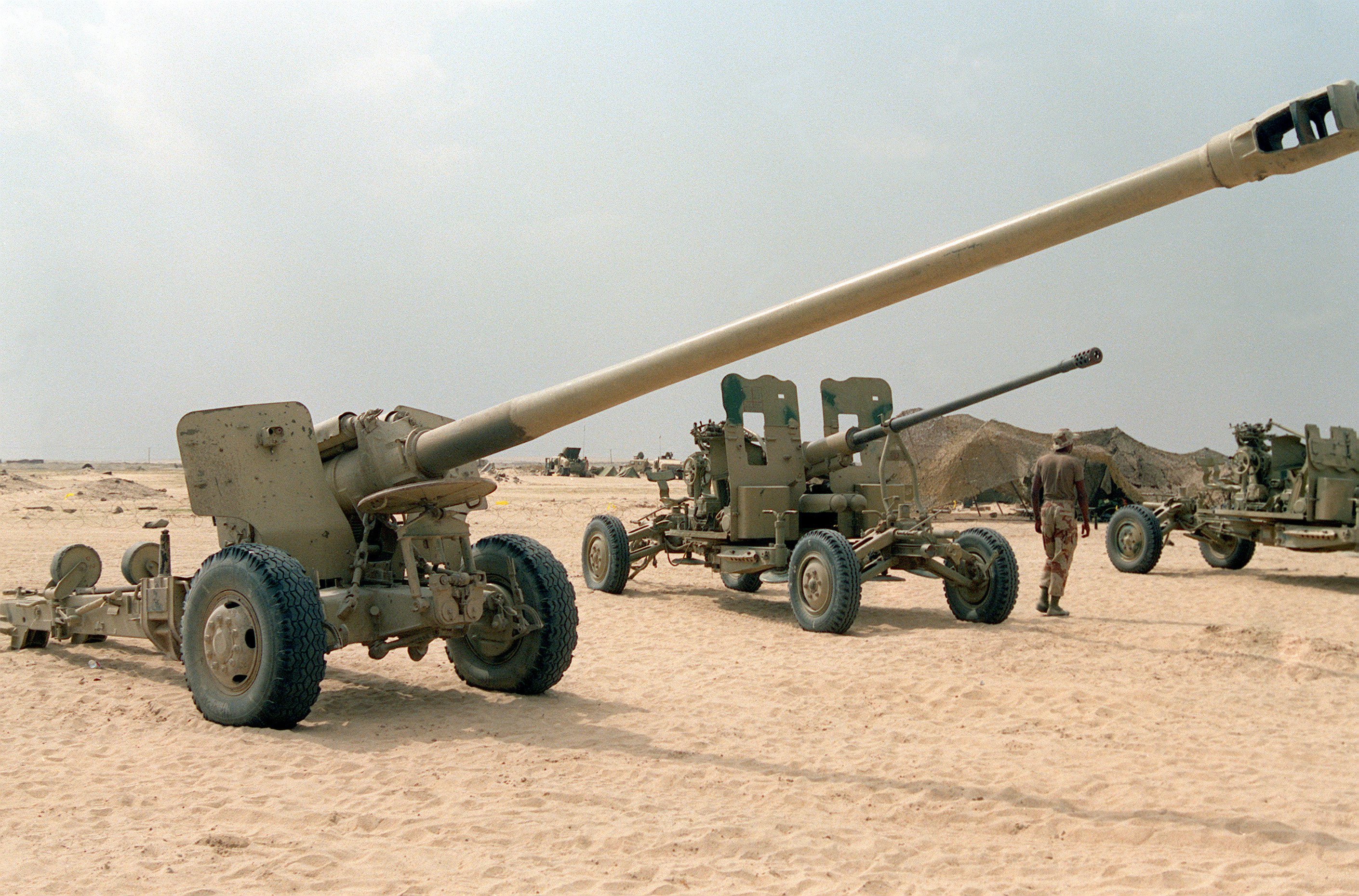
在伊拉克的59-1型加农炮

1959年，中国某厂技术引进成功制造了59式130毫米加农炮。后改用60式122毫米牵引加农炮炮架的59-1式130毫米加农炮1970年定型，全重减轻了2.1吨，射速提高到8-10发/分。炮闩改为半自动立楔式。制退机与复进机改为在炮身上方左右配置。摇架由框式改为筒式；增加射击支承座盘。炮口制退器改为双室冲击式。增加大架尾滚轮。取消炮身推拉器和行军时的前车。
埃及军队从中国引进了M-46的生产技术。罗马尼亚引进了59-1火炮技术，生产出A412型M1982 130毫米牵引加农炮，并出口到波黑、喀麦隆、几内亚、尼日利亚4国。

## 使用历史

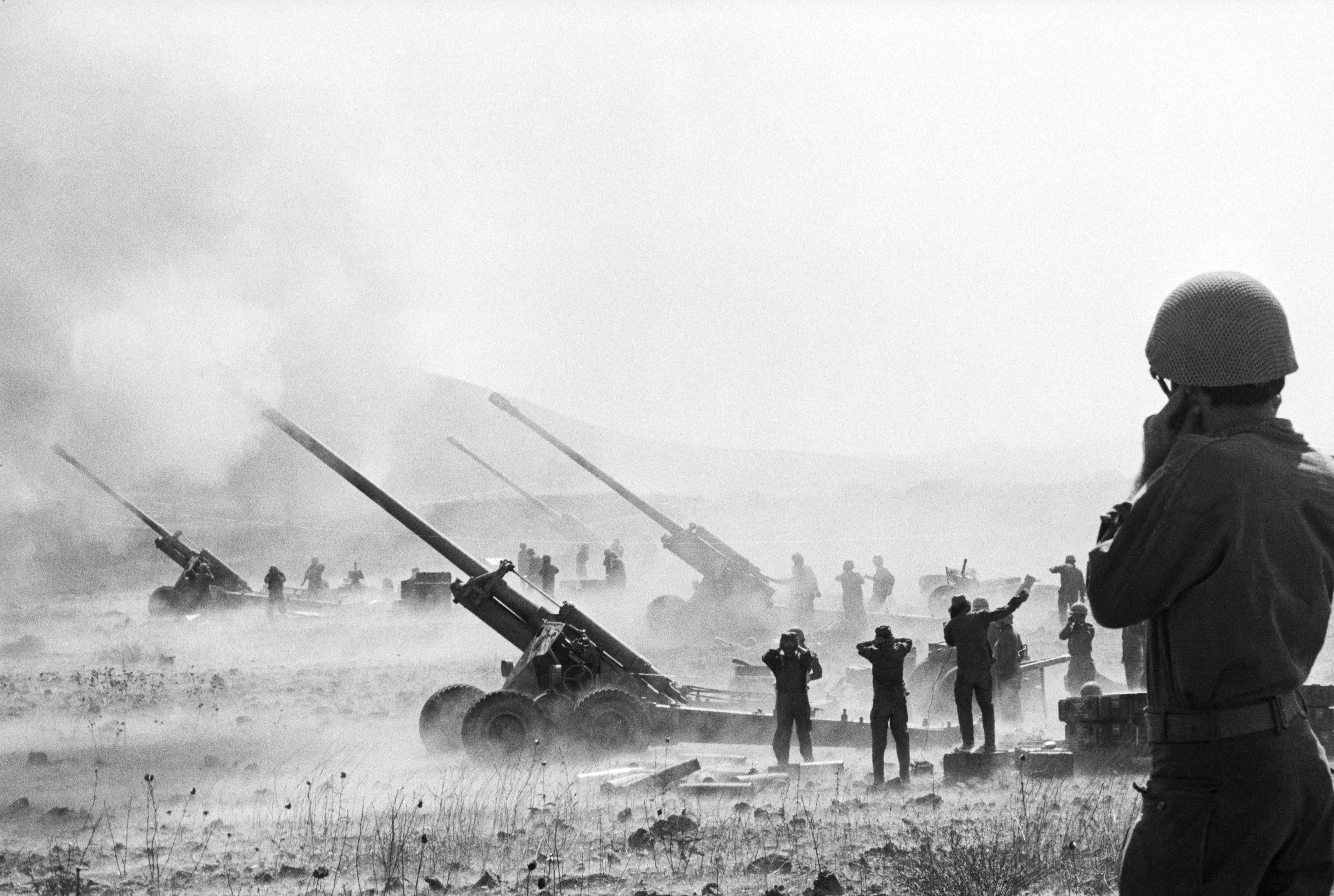
第三次中东战争时，以色列军队使用M-46炮击叙利亚阵地

1954年莫斯科五一节，M-46首次公开。替换了M-44 100 mm野战炮（BS-3）。但它的远射程更适合于反炮兵作战。这需要更大的炮弹碎片。装备了苏联陆军的集团军炮兵旅、方面军炮兵旅。1970年代被2A36型152毫米牵引加农炮与2S5自行火炮取代。
M-46装备了超过25个国家的军队。
在安哥拉内战与南非干涉安哥拉战争中，解放安哥拉人民武装部队与古巴军队大量使用了M-46。 在与南非国防军的炮战中，M-46压倒性领先于对手的BL 5.5英寸榴弹炮（140毫米）。南非后来从以色列获得了6门M-46用于评估。这影响了后来南非的G5 155毫米榴弹炮，该炮的射程超过了M-46。在战争末期的奎托夸納瓦萊戰役中，M-46以单门或两门部署在一个地点的方式，避免在炮战中被南非的G5 155毫米榴弹炮压制。古巴战士通过大量布雷形成雷场以延缓南非机械化装甲部队进攻并诱至雷场间通道遭到M-46的集火炮击。
1968年起，印度陆军从苏联购买了超过1000门M-46。2018年开始，印度陆军计划把300门M-46 t升级为155毫米45倍径火炮，由兵工厂委员会(OFB)设计制造。
1978年至1979年的坦桑尼亚-乌干达战争中，坦桑尼亚人民国防军使用59式130毫米牵引加农炮。

## 使用国
- 阿尔及利亚: 10[20]

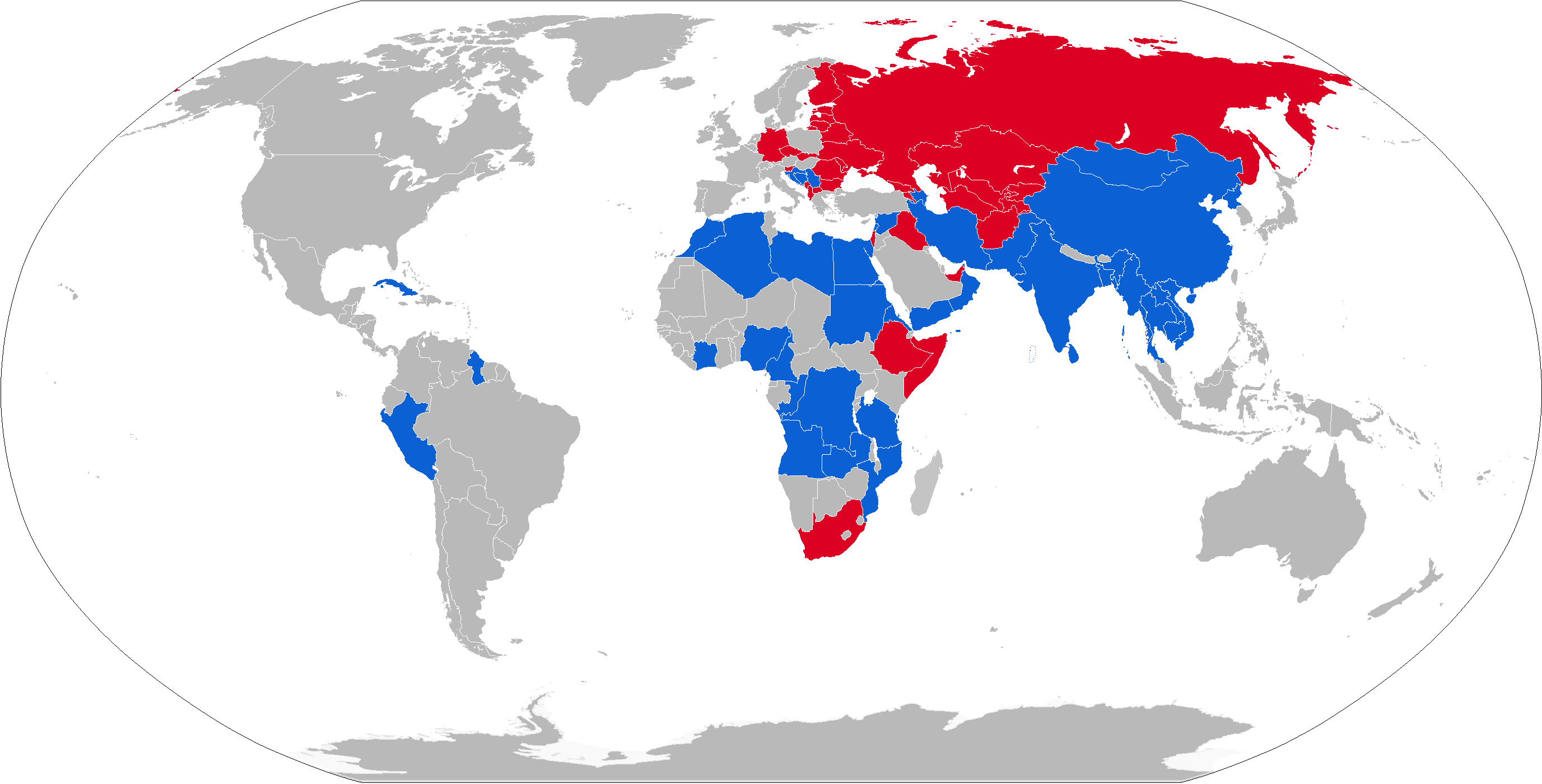
M46使用国为蓝色，前使用国为红色

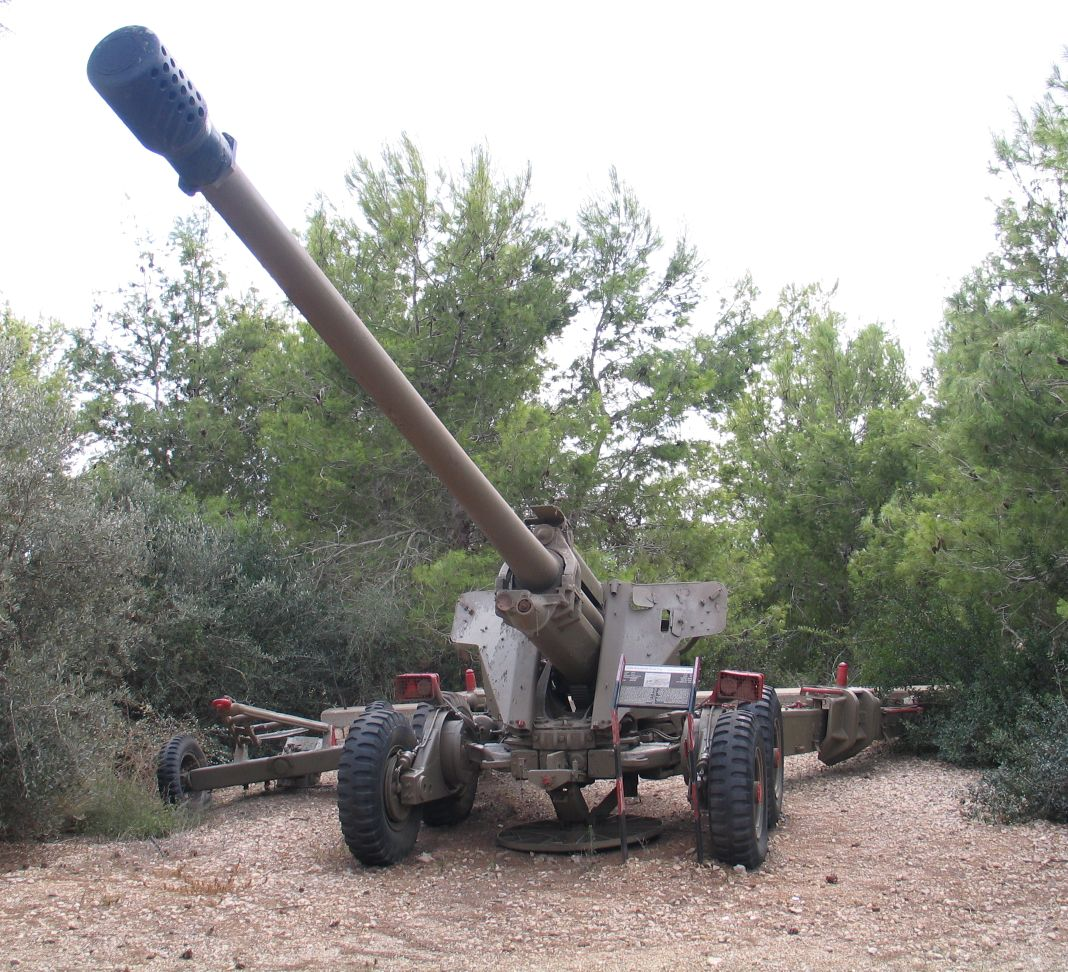
以色列博物馆中的M-46

- 安哥拉: 苏联与保加利亚提供了146门[20]，48门在役[21]
- : 保加利亚提供了36门[22]
- : 62门59-1型[21]
- : 8门罗马尼亚的A412型[20]
- 柬埔寨: 59-1型[20]
- 喀麦隆: 12门罗马尼亚的A412型[20]
- 中华人民共和国: 59-1型[21]
- 刚果共和国: 5[20]
- 刚果民主共和国: 42门59-1型[21]
- : 19门M-46H1[21]
- 古巴: 197[20]
- 埃及: 650; 250门M-46,400门59-1M型[20]
- : 保加利亚提供了39门[20]
- 衣索比亞: 114[20]
- 几内亚: 12门罗马尼亚的A412型[20]
- : 6[21]
- 印度: ~600门在役，~500门库存。200门改为155 mm口径. 20门改造为自行火炮，并订购了40门[21]
- 伊朗: 726; 100门M-46，626门59型.[20] 另说985门M-46.[21]
- 伊拉克: 676;[20] [21]
- : 10[20]
- 黎巴嫩: 15[21]-16[20]
- 利比亞: 330[20]
- 蒙古国: 50[20]
- 摩洛哥: 18[21]
- 莫桑比克: 24.[20] 6门在役[21]
- 緬甸: 16门59-1型，160门M-46在役[23] [21]
- 奈及利亞: 4门罗马尼亚的A412型[20] Another estimation gives 7 M-46s.[21]
- : 210; 160门M-46，50门59型[20]
- 阿曼: 15门[20] 另说12门M-46，12门59-1型.[21]
- 巴基斯坦: 360; 100门M-46，260门59型.[20][24]另说410门59-1在役[21]
- 秘魯: 30[20]至36[21]
- 羅馬尼亞: 75门A412型[25]
- 塞爾維亞:[26] 36[21]
- 南蘇丹[21]
- 斯里蘭卡: 12[20]至30;[21]59-1型[20]
- 苏丹: 30[20] 至 75;[21]59-1型[20]
- 叙利亚: 650[20]
  -  自由叙利亚军[27]
- 坦桑尼亚: 30[21]至50;[20] 59-1型[21]
- 泰國: 54门59-1型[20]
- 乌干达: 保加利亚提供6门[22]
- 阿联酋: 20门59-1型[21]
- 越南: 519[20]
- 葉門: 93到货[20]，在役约60门[21]
- 尚比亞: 18门59-1型[20]

### 前使用者

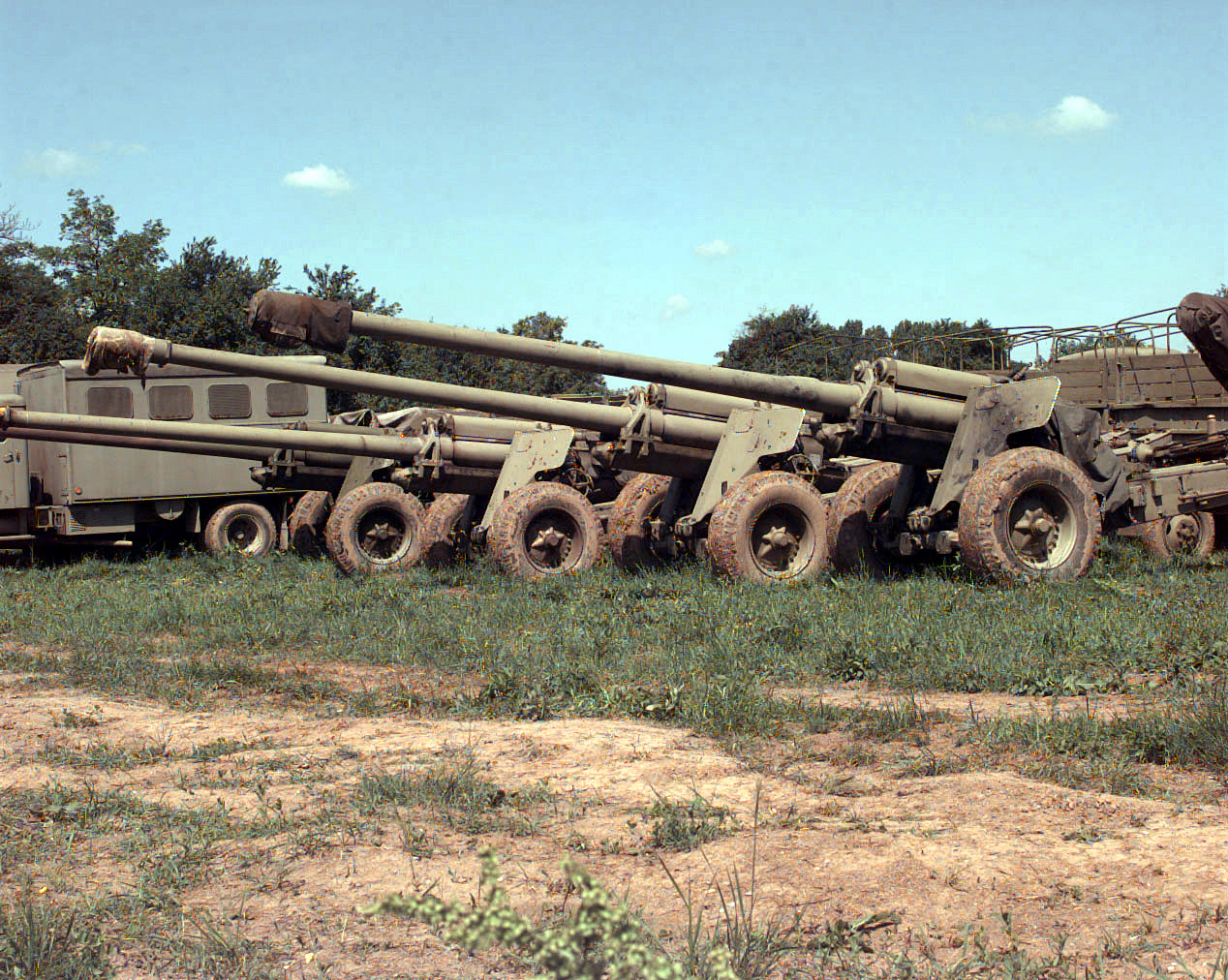
波士尼亞戰爭中的塞族共和国军M-46

- 苏联
- 阿富汗: 428[20]
- 阿爾巴尼亞社會主義人民共和國: 100门59-1型[20]
- 保加利亞人民共和國: 72[20]
- 东德: 175[20]
- 芬兰: 1965-1966年从苏联购买20门，1993年获得了前民主德国的166门。[20]2016年36门在役。称130 K 54。2019年退役。
- 德国: 前民主德国的166门。1993年给了芬兰。
- 以色列: 缴获自埃及与叙利亚.[14] 库存100门[21]
- 伊斯蘭國: 34[28][29]
- 巴勒斯坦解放組織: 民主德国赠送了10门[20]
- 柬埔寨人民共和國: 30[20]
- 俄羅斯: 库存[21]
- : 10门59型[20]
- 南非: 6门来自以色列，后归还。[14]
- 南黎巴嫩军: 5门来自以色列[20]
- 南斯拉夫: 186[20]